# Менгисту Хайле Мариам
Менги́сту Ха́йле Мариа́м (амх. መንግስቱ ኃይለ ማርያም; род. 21 мая 1937, губернаторство Галла-Сидама, Итальянская Восточная Африка) — эфиопский военный и государственный деятель, подполковник (1976), 1-й президент Эфиопии (1987-1991). Один из лидеров эфиопской революции.
В 1974 году председатель Координационного комитета вооружённых сил, полиции и территориальной армии — руководящего органа революционного движения за ликвидацию феодально-монархического строя в Эфиопии. После свержения монархии в сентябре 1974 года — 1-й заместитель председателя Временного военно-административного совета (ВВАС; «Дерг»), выполнявшего до 1987 года функции коллегиального главы государства. В феврале 1977 года избран председателем ВВАС и его руководящих органов — Центрального и Постоянного комитетов. Являлся также главой Временного военного правительства (с декабря 1976 года) и главнокомандующим вооружёнными силами.
Генеральный секретарь ЦК Рабочей партии Эфиопии (1984—1991). В 1987—1991 годах — президент и председатель Государственного Совета Эфиопии. С 21 мая 1991 года в эмиграции.
Хайле Мариам развивал экономику и образование Эфиопии, а также при нём женщины получили равные с мужчинами права. Развал экономики, голод и война с сепаратистами в Эритрее привели в 1991 году к его свержению, после чего Хайле Мариам эмигрировал в Зимбабве, где получил политическое убежище. За годы его правления погибли от 100 тысяч до 2 миллионов человек — последнее число включает также умерших от голода. На родине Высший суд Эфиопии заочно приговорил Менгисту Хайле Мариама к пожизненному заключению, а затем к смертной казни.

## Биография
Менгисту Хайле Мариам родился 21 мая 1937 года в небольшом городке Уоламо в провинции Харари, по официальной версии в семье военнослужащего и прислуги (по другим данным, был незаконным сыном капрала и аристократки — сестры министра). Реальная биография Менгисту практически неизвестна, и потому он остаётся одной из самых загадочных личностей африканского континента. Воспитывался в аристократической семье в Аддис-Абебе. Окончил только начальную школу, но благодаря протекции дяди-министра в 1959 году без аттестата поступил в военную академию Холетта, которую окончил в 1966 году в звании второго лейтенанта; также прослушал курсы переподготовки офицеров в Эфиопии. Служил в императорском дворце начальником материальной части и квартирмейстером. Затем в 1967 году отправился на курсы переподготовки офицеров артиллерийско-технической службы в США, где проходил службу в Форт-Ливенворте (штат Канзас); проучился до 1970 года, получил звание майора. Изучал экономику в Мэрилендском университете и заочно в Аддис-Абебе. Вернувшись на родину, проходил службу в основном в 3-й армейской дивизии, расквартированной в Огадене (под начальством будущего организатора переворота 12 сентября 1974 года генерала Амана Андома).

12 сентября 1974 года группа военных свергла императора Эфиопии Хайле Селассие I. Молодой офицер Менгисту Хайле Мариам не особенно выделялся среди заговорщиков. Однако вскоре он оказался одним из двенадцати членов Временного военного административного совета (ВВАС, «Дерга»), который взял на себя функции главного органа власти страны. Существует предположение, что этот пост Менгисту получил в награду за то, что в 1975 году организовал убийство свергнутого императора, находившегося под домашним арестом (монарх был задушен подушкой, а его тело выброшено в отхожее место). Менгисту отрицал всякую причастность к смерти Хайле Селассие I, останки которого обнаружили под полом туалета в императорском дворце. Те, кто встречался с Менгисту, говорили, что они иногда замечали на его пальце императорское «кольцо Соломона». В 1995 году в интервью итальянской прессе Менгисту заявил, что убийства Хайле Селассие не было: 
«В этом не было нужды. Он был старый, больной и его никто не любил. Я думаю, что он умер естественной смертью».

## Во главе государства
17 ноября 1974 года глава ВВАС Аман Андом был смещён со своего поста на генеральной ассамблее «Дерга». До 28 ноября главой ВВАС был Менгисту Хайле Мариам, потом главой стал генерал Тэфэри Бенти, однако всё более ощутимо власть переходила к Менгисту.
Население Эфиопии приветствовало свержение монархии. Однако 23 ноября 1974 года положение резко изменилось. В этот день Менгисту Хайле Мариам отдал приказ о казни 59 представителей знати — сторонников императора, среди которых были два бывших премьер-министра, 12 губернаторов провинций, 18 генералов и внук свергнутого императора контр-адмирал Искандер Деста. В ту же ночь преданные Менгисту войска двинулись к дому временного главы государства генерал-лейтенанта Амана Микаэля Андома и убили его в ходе двухчасовой перестрелки с охраной. Народу было объявлено, что «старую аристократию смели одним ударом».

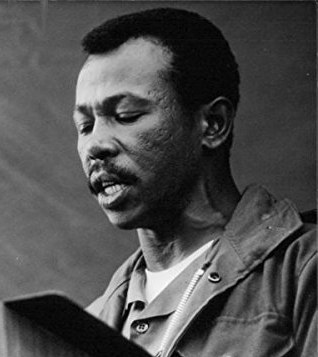
Речь Менгисту

3 февраля 1977 года первый заместитель председателя ВВАС подполковник Менгисту Хайле Мариам устранил своих основных соперников, по некоторым данным лично расстреляв генерала Бенти и 8 его сторонников на заседании «Дерга» из пулемёта. После этого занял пост председателя ВВАС. Он объявил, что Эфиопия избрала курс социалистической ориентации. 4 февраля Менгисту Хайле Мариам, обращаясь к народным массам, сказал, что они получат оружие для защиты завоеваний революции против внутренней оппозиции и что «революция переходит к наступательным действиям». Был выдвинут лозунг «Оружие и демократия — народным массам».
Менгисту Хайле Мариам не торопился разрывать традиционные отношения с Вашингтоном, но США начали сворачивать военные поставки. В этих условиях Мариам сначала сделал ставку на Китай, но возможности Пекина в этот период были ещё крайне ограничены. Тогда Менгисту переориентировался на СССР. В апреле 1977 года были практически свёрнуты все контакты с США, а в мае Менгисту Хайле Мариам прибыл с официальным визитом в Москву.

### Красный террор
После революции особую активность проявляли две партии: Эфиопская народно-революционная партия (ЭНРП) и Социалистическое Всеэфиопское движение (СВЭД). Обе партии были марксистской ориентации, и при тактических различиях ключевая разница между ними состояла в том, что ЭНРП представляла народность амхара, а СВЭД — оромо. В 1975 году между ними происходили постоянные вооружённые стычки, причём СВЭД поддерживала Менгисту, ЭНРП же обвиняла Менгисту и Дерг в предательстве революции и в конце концов перешла к террору против функционеров режима: в частности, были убиты профсоюзные деятели Теодорос Бекель и Темеслин Меде; предприняты ряд покушений на лидеров режима и самого Менгисту Хайле Мариама; также террористы ограбили несколько банков, устроили поджоги. После покушения на жизнь Менгисту Хайле Мариама в сентябре 1976 года, во время которого он был ранен, диктатор приказал уничтожить Эфиопскую народно-революционную партию. Хайле Мариам приступил к кампании по подавлению оппозиции, названной позже «Красный террор».
17 апреля 1977 года Менгисту вышел на главную площадь Аддис-Абебы, где призвал народ к борьбе с «врагами революции». Он скандировал «Смерть контрреволюционерам! Смерть ЭНРП!» и при большом скоплении народа разбил о землю шесть бутылок с красной жидкостью, которые символизировали «империализм», «феодализм» и «бюрократический капитализм», заявив: «Так прольётся же кровь врагов революции! Ответим на белый террор красным террором!». Членов Эфиопской народно-революционной партии казнили прямо на улицах столицы. Подозреваемых в антиправительственной деятельности людей арестовывали и убивали без суда и следствия. Тела многих из них свозились в места массовых захоронений, а иногда их просто выбрасывали на улицу, где их подбирали родные и близкие. СВЭД оказало Менгисту активную поддержку. Однако после казни 11 ноября главного покровителя СВЭД — подполковника Атнафу Аббате — были уничтожены и члены этой организации.
За два последующих года были уничтожены сотни юношей и девушек, в основном студентов, которых расстреливали по первому подозрению в «контрреволюционной деятельности». Чтобы получить тела детей, родители должны были оплатить стоимость пуль, которыми их дети были убиты. Приводятся также данные, что жертвами террора становились и маленькие дети. Генеральный секретарь шведского Фонда спасения детей свидетельствовал в 1977 году:
Тысячи детей были убиты в Аддис-Абебе, их тела валялись на улице и становились добычей бродячих гиен… Когда выезжаешь из Аддис-Абебы, на обочине дороги можно видеть груду тел убитых детей в возрасте от 11 до 13 лет.
За коммунистическую риторику и жестокую кампанию «красного террора» Менгисту получил прозвище «Красный Негус»; его также называли «Чёрным Сталиным» и «Мясником из Эфиопии». Считается, что за годы террора в 1970—1980-х годах погибли более 100 тысяч эфиопов. Международная амнистия полагает, что жертвами «Красного террора» стали не менее 500 тысяч человек. По данным, содержащимся в обвинительном приговоре, диктатор лично отдал приказы о расстреле 2 тысяч человек, включая несколько десятков правительственных чиновников и членов императорской семьи. Ещё 2,5 тысяч невинных людей умерли от пыток. Менгисту отвергал всякие обвинения в геноциде, называя эти события «классовой борьбой». Во время одного из интервью, находясь в изгнании, он заявил, что красный террор являлся всего лишь «борьбой между двумя различными социальными группами», одна из которых пыталась свергнуть его правительство. Менгисту заявил: «Нам пришлось собрать людей в городские обороны и сельские комитеты обороны, а также в крестьянские объединения для защиты страны». Эфиопский общественный деятель и историк Гетачеу Джига Демексса так описал деятельность Менгисту Хайле Мариама:
Подобно Сталину, Менгисту планомерно уничтожал соратников по революции 1974 года, свергнувших императорскую власть. В отличие от многих других африканских диктаторов, приводивших с собой к власти собственные этно-племенные кланы, Менгисту долгое время не давал никаких преференций своим сородичам из народности амхара. Чистки и репрессии касались представителей всех этносов, без разбора. А однажды ему пришла в голову такая мысль: чтобы трудящиеся не обращали внимания на этнические различия, одеть их всех в одну форму. Форму позаимствовали у Мао: все стали ходить в одинаковой синей одежде.

### Война за Огаден
Воспользовавшись тем, что Эфиопия была ослаблена внутриполитическими конфликтами и последствиями террора, президент Сомали Мухаммед Сиад Барре решил отторгнуть от Эфиопии провинцию Огаден, населённую преимущественно этническими сомалийцами. 24 июля 1977 года сомалийская армия без объявления войны при поддержке повстанцев Огадена вторглась на территорию соседнего государства. В ходе успешных боёв сомалийским повстанцам при поддержке сомалийской армии удалось захватить ряд крупных поселений в Огадене. Менгисту Хайле Мариам активно включился в войну. Он объявил всеобщую мобилизацию, в результате которой эфиопская армия выросла с 10 000 до 300 000 человек. Оставление позиций без приказа стало считаться изменой; имели место показательные расстрелы дезертиров. Например, по личному приказу Менгисту были расстреляны командир и политкомиссар пехотной дивизии за несанкционированный отход. Однако только этим эфиопский лидер не ограничился. Менгисту Хайле Мариам часто выезжал на фронт, чтоб подбодрить солдат и поднять боевой дух армии. К осени армия Сомали контролировала весь южный и центральный Огаден. Тяжёлые бои развернулись на подступах к Харэре и Джиджиге. Менгисту даже появился в Джиджиге, чтобы воодушевить её защитников, но стоило ему покинуть город, как осаждённая Джиджига пала. Тогда Менгисту Хайле Мариам обратился к СССР и Кубе с просьбой о помощи.
Москва оказалась в непростой ситуации, поскольку Эфиопия и Сомали являлись странами с социалистической ориентацией. Советский Союз сделал ставку на Эфиопию и прекратил военные поставки Сомали. В ответ Могадишо денонсировал «Договор о дружбе и сотрудничестве» и изгнал всех советских специалистов из страны, разорвав при этом дипломатические отношения с СССР и Кубой. После этого в Эфиопию хлынул поток военной помощи от стран социалистического лагеря; в страну прибыли кубинские подразделения, а также добровольцы из Южного Йемена. Укомплектованная советской боевой техникой и поддерживаемая кубинскими частями, эфиопская армия вскоре перешла в контрнаступление и к марту 1978 года выбила сомалийцев из страны.

### Гражданская война

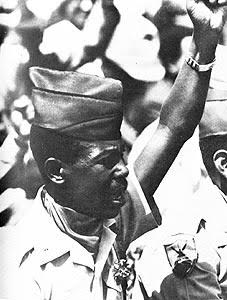
Менгисту в апреле 1977 года

Одной из проблем, с которыми столкнулся Менгисту Хайле Мариам, был эритрейский сепаратизм. В Эритрее, с 1952 года находившейся в составе Эфиопии на правах автономии, действовали по меньшей мере две повстанческие организации, ведущие вооружённую борьбу против центрального эфиопского правительства. В результате соперничества между ними к началу 1980-х годов боевые действия за отделение от Эфиопии продолжал лишь Народный фронт освобождения Эритреи. В 1975 году небольшие вооружённые инциденты в Эритрее переросли в широкомасштабную войну, которая поставила под угрозу существование военного режима. Борьба с эритрейскими повстанцами затруднялась тем, что со второй половины 1970-х годов в Эфиопии появились и другие очаги напряжённости. В 1975 году в провинции Тыграй был создан Народный фронт освобождения Тыграй (НФОТ), вскоре начавший партизанскую войну. Целью этого восстания было установление в стране «более демократического» правительства и выдворение с территории Эфиопии всех иностранных баз. Помимо них на борьбу с Аддис-Абебой встали Освободительный Фронт Оромо (ФОО), Национально-освободительный фронт Огадена (НОФО) и Освободительный фронт Афар (ОФА), взявшие курс на борьбу за независимость одноимённых провинций.
В начале 1978 года эфиопская армия перешла в контрнаступление и выбила сомалийскую армию из Огадена, после чего Менгисту бросил все силы против эритрейцев. В мае он направил в этот регион 20 тысяч солдат и приказал захватить столицу провинции — Асмару. К ноябрю пал главный гарнизон восставших, город Кэрэн, но ему так и не удалось покончить с последними раз и навсегда. Тогда Менгисту Хайле Мариам начал жестокую войну против движения за независимость Эритреи, отказываясь вести переговоры с её жителями на том основании, что любая уступка им могла повлечь за собой расчленение Эфиопии. По некоторым данным, только в 1978—1980 годах погибло 80 000 эритрейцев. Война достигла наибольшей интенсивности в первой половине 1980-х годов, когда эфиопская армия предприняла очередные крупные наступательные операции в провинции. В феврале 1982 года Менгисту лично возглавил военную операцию против эритрейских повстанцев под кодовым названием «Красная звезда», закончившуюся неудачей. Несмотря на значительную военную поддержку со стороны СССР и других стран социалистического блока, уничтожить сепаратистов не удавалось. Война перешла в позиционную фазу, а с 1988 года приняла крайне неблагоприятный для страны характер.

### «Построение социализма»

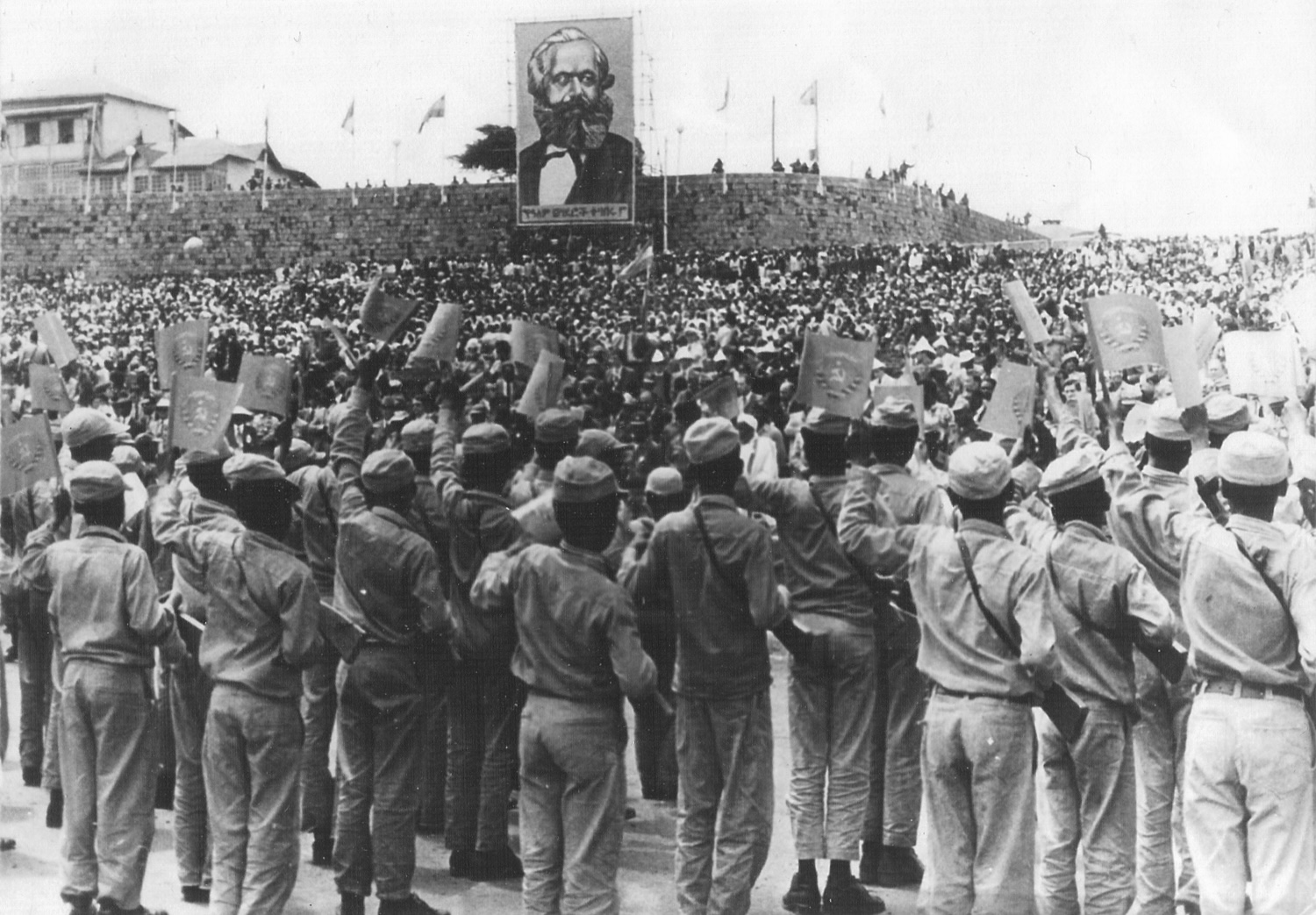
Эфиопские солдаты на массовом митинге в поддержку хунты. Многие из них держат в руках манифесты Дерга.

В 1970-х годах Менгисту Хайле Мариам объявил себя последователем идей марксизма. 20 ноября 1978 года во время своего второго визита в Москву он подписал Договор о дружбе и сотрудничестве между Союзом Советских Социалистических Республик и Социалистической Эфиопией. Опираясь на помощь СССР, правительство (Дерг) начало радикальную политику перехода страны от феодально-капиталистической к командной плановой экономике. Правительство Менгисту приступило к реализации революционной социалистической программы: началась механизация сельского хозяйства; национализация промышленных предприятий, банков, финансовых и страховых компаний и других секторов экономики привела к ликвидации частного капитала; национализация и перераспределение земли в сельской местности подорвали экономическое положение старой аристократии. Однако ликвидация больших доходов землевладельцев привела к повышению доли трудовых слоёв населения в доходах страны, к улучшению материального положения миллионов людей, особенно в сельских районах. Менгисту Хайле Мариам заявил:
Залогом успешного дальнейшего развития Социалистической Эфиопии служат энергия её 30-миллионного трудолюбивого народа, огромные материальные ресурсы и осуществлённые революционные преобразования. Мы уверены, что наши друзья, и особенно Советский Союз, выступают вместе с нами за создание нового общества.
Политика Дерга вызывала недовольство, особенно среди крестьян, которые начали сокращать посевные площади и укрывать зерно. Для того, чтобы поставить сельское население под эффективный контроль властей, началась «эфиопская коллективизация» — кампания «укрепления деревень». В ходе её осуществления уничтожалась сложившаяся веками хуторская система, население концентрировалось в посёлках, состоявших из нескольких сотен одинаковых домов, строившихся в ряд согласно единому типовому проекту. В течение нескольких лет было переселено 12,2 миллиона крестьян (более 30 % сельского населения). Реализация программ по созданию новых деревень и принудительному переселению крестьян дезорганизовала социальную и экономическую жизнь в эфиопской деревне, а ситуация с продовольствием в стране стала крайне тяжёлой. За 17 лет правления Менгисту Хайле Мариама почти по всем показателям экономического роста страна не продвинулась вперёд.
В 1980 году правительство Менгисту Хайле Мариама начало общенациональную кампанию по ликвидации неграмотности. На то время в стране лишь около 10 % взрослого населения умели читать и писать. В рамках этой программы, в деревнях создаются многочисленные курсы по ликвидации неграмотности, открываются (к 1989 году более 400) районные центры по агротехническому, медицинскому и политическому обучению крестьян, строятся также больницы и школы. В ходе этой кампании к 1984 году уровень грамотного населения достиг 63 %, по другим данным 30 %. Если в экономическом плане виднелись серьёзные неудачи и проблемы, то в социальной сфере Дерг добился существенного прогресса. В результате усилий правительства в течение только 1978—1979 годов 50 тысяч человек получили работу. К 1984 году в стране действовало 1850 (в 1974—650) различных больниц и клиник с более чем 16 тысяч человек персонала (в 1974 году — 6,5 тысяч). Оценивая положительные результаты первых лет, газета The Washington Post от 28 декабря 1982 года писала:

Даже противники (революционного) правительства признают, что оно достигло значительного прогресса в различных социальных областях, тогда как при императоре развитие шло черепашьим шагом.

Во времена монархии Эфиопская православная церковь определяла государственную религию и влияла на власть. Возглавив страну, революционное правительство, в дальнейшем под руководством Менгисту Хайле Мариама, начало антирелигиозную кампанию по всей стране. Первым делом церковь отделили от государства. Многие храмы и монастыри были закрыты, их имущество и земли национализированы, многие епископы, священники и монахи подверглись преследованиям, некоторые были казнены. Так, в 1979 году был убит патриарх Феофил (Тевофилос), низложенный в 1976 году.

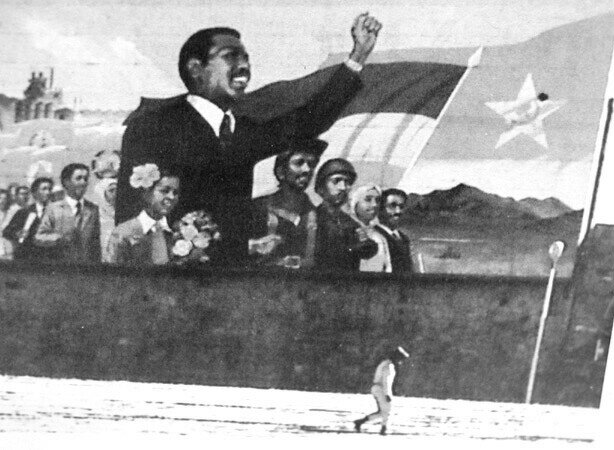
Огромный портрет Менгисту

Одним из главных приоритетов в следовании марксистско-ленинской политике стало создание правящей партии, на чём настаивал Советский Союз, но которую отвергал сам Менгисту. Многие исследователи считают, что такая позиция эфиопского лидера была обусловлена тем, что в этом он видел угрозу своей власти. Несмотря на это, в декабре 1979 года Менгисту Хайле Мариам объявил о создании комиссии по организации Партии трудящихся Эфиопии (КОПТЭ). По указанию и под контролем военных были созданы ассоциации, объединяющие в своих рядах крестьян, рабочих, горожан, женщин и молодёжь. В сентябре 1984 года КОПТЭ объявила о создании в стране марксистско-ленинской партии, получившей название Рабочая партия Эфиопии (РПЭ), генеральным секретарём которой стал Менгисту. По официальным данным, к 1989 году её численность достигла 50 тысяч человек. Главной задачей, стоявшей перед РПЭ, стало создание новой конституции страны. 22 февраля 1987 года была принята новая конституция страны, провозглашавшую Народно-Демократическую Республику Эфиопию (НДРЭ). Согласно новой конституции вводился пост президента страны, который занял Менгисту Хайле Мариам. Многие исследователи считают эфиопскую конституцию 1987 года подобием советской конституции 1977 года. Однако эфиопская конституция отличается от советской тем, что в ней широкие полномочия были возложены на президента страны и она провозглашала Эфиопию не союзной, а унитарной республикой.

### Последние годы
В 1984—1985 годах в стране в результате неурожаев разразился сильный голод. Из-за бедственного положения Эфиопии около 8 миллионов человек стали жертвами голода и более 1 миллиона скончались (население страны на то время составляло около 42 миллионов человек). Мир о творящемся в Эфиопии узнал лишь много месяцев спустя: диктатор наложил строжайшее табу на информацию о творившемся в стране гуманитарном кризисе. Вместо того, чтобы бороться с голодом в стране, Мариам потратил большую часть государственных средств на празднование 10-летия прихода к власти Дерг.
В условиях тяжёлого экономического кризиса противники режима активизировали военные действия. Совместно с другими менее крупными повстанческими группировками НФОТ создал Революционно-демократический фронт эфиопских народов (РДФЭН), и к 1991 году правительственные войска удерживали лишь ряд крупных городов, Аддис-Абебу и её окрестности. Уже тогда среди армейских сил наметился раскол. В мае 1989 года группа офицеров предприняла неудачную попытку военного переворота, окончившуюся казнью 12 участников заговора. Несмотря на продолжавшуюся жёсткую политику, Менгисту Хайле Мариам утратил контроль над большей частью страны.
Генерал-лейтенант КГБ Кирпиченко, посетивший Эфиопию в качестве главы советской делегации на переговорах с Министерством внутренних дел Эфиопии и встретившийся 1 ноября 1990 года с Менгисту Хайле Мариамом, вспоминал следующее:
Вопросы президент ставил прямо: «Что происходит в СССР? Есть ли будущее у советско-эфиопских отношений? На вашу экономическую помощь мы уже не рассчитываем, но просим сохранить хотя бы военную. Без вашей военной помощи мы не сможем успешно вести переговорный процесс с вооружённой оппозицией и наше положение в ближайшие месяцы станет катастрофическим». В конце беседы президент бросил упрёк: «Вы сами ориентировали нас на социалистический путь развития, и вы же сами от нас сейчас отворачиваетесь!»

## Свержение

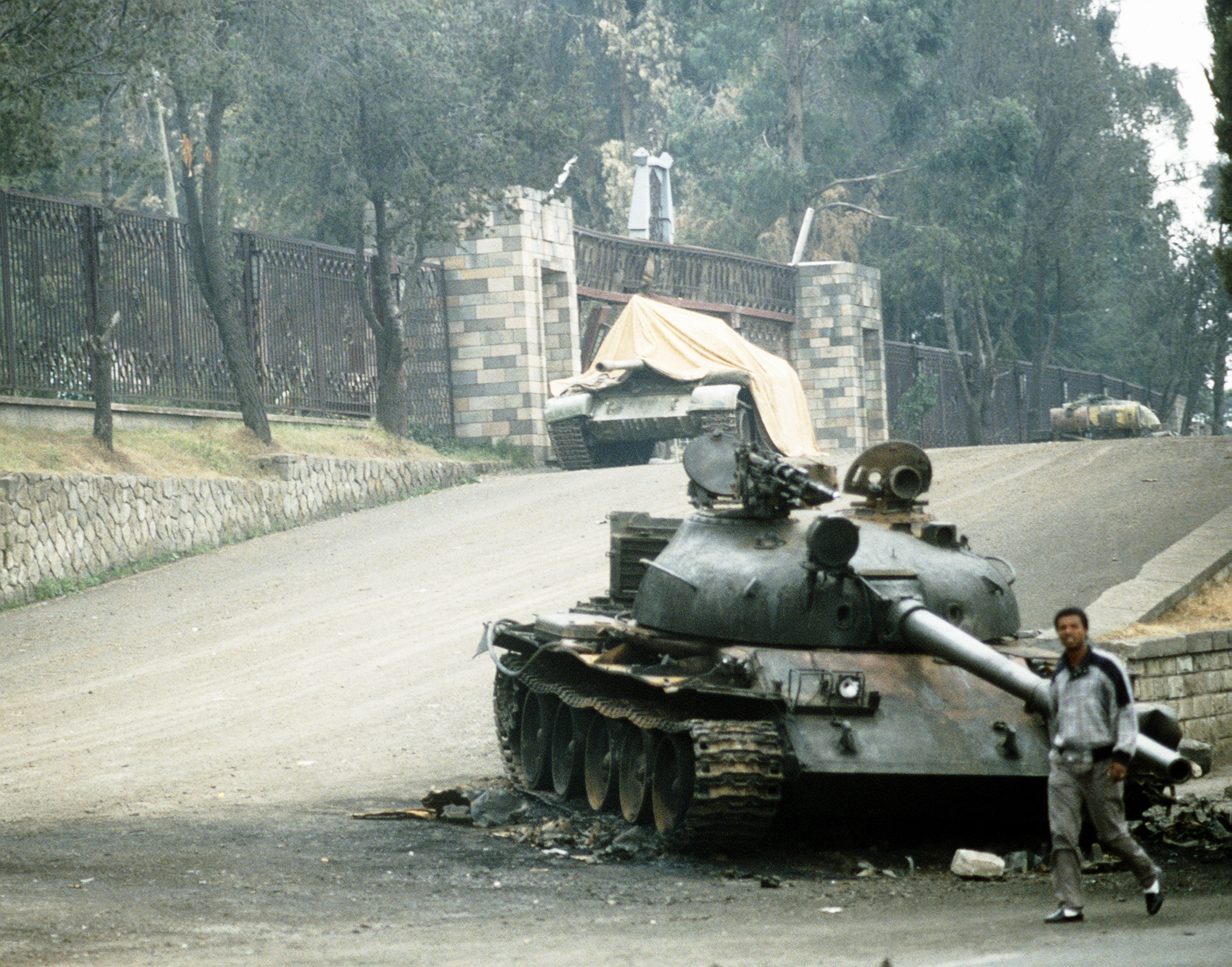
Подбитый Т-62 на улице Аддис-Абебы

В 1990 году Москва прекратила всякую помощь Эфиопии, после чего Менгисту стал отходить от марксистской политики. Революционно-демократический фронт народов Эфиопии тем временем медленно, но верно сжимал кольцо вокруг Аддис-Абебы. Президент пытался хоть как-то сохранить своё положение. В следующем году по его указанию были закрыты все высшие учебные заведения и все студенты были призваны принять участие в войне за спасение нации. 19 апреля 1991 года Менгисту Хайле Мариам выступил с телеобращением к нации, в котором заявил:
Я не думаю, что наша страна когда-либо сталкивалась с такой проблемой, как та, перед которой мы оказались теперь. Хотя были времена, что предатели наталкивались на слабость людей и своей страны и вызывали разрушение, это всё было для превосходства одних над другими, чтобы получить власть.
Оригинальный текст (англ.)
I do not think that our country has ever been faced with such a problem as the one we now face.  Although many are the times that traitors have come up against their country's and the people's weakness and brought about destruction, it was for the supremacy of one over the other, to gain authority.
После этого телеобращения Хайле Мариам провёл экстренное заседание своего кабинета правительства, во время которого объявил о мобилизации партийных ресурсов, а также всех мужчин от 18 лет и старше. В последние недели президент предпринял попытку вступить в контакт с повстанцами, но безуспешно. Понимая, что он разгромлен, Менгисту Хайле Мариам 21 мая вылетел в соседнюю Кению, а оттуда перебрался в Зимбабве. После этого в столицу Эфиопии Аддис-Абебу вошли отряды РДФЭН. Тогда же прошёл слух, что Соединённые Штаты помогли Хайле Мариаму бежать из страны. Спустя несколько лет посольство США в Зимбабве заявило, что США на самом деле помогли найти свергнутому президенту безопасное убежище. В заявлении американского посольства было сказано, что тогдашний помощник госсекретаря США Хэнк Коэн принимал участие в переговорах, завершившихся прибытием Менгисту в Зимбабве.

## В изгнании
Менгисту Хайле Мариам нашёл убежище в Зимбабве, где он был принят президентом Робертом Мугабе в качестве особого гостя. В своём свержении Менгисту винил политику Михаила Горбачёва, который прекратил оказывать военную помощь Дерг. Находясь в изгнании, эфиопский лидер не мог чувствовать себя в безопасности. 6 ноября 1995 года двое выходцев из Эритреи организовали неудачное покушение на Менгисту Хайле Мариама, когда тот прогуливался недалеко от своего дома.
Свергнутый президент со своей семьёй поселился на правительственной вилле, обнесённой широкой стеной, которую круглосуточно охраняют полицейские и военные. В редких случаях, когда Менгисту выходит из дома (например, посещает местные торговые центры), те, кто видел его, говорят, что он всегда обут в солдатские ботинки и носит при себе оружие.
В 2001 году Менгисту Хайле Мариам и члены его семьи получили в Зимбабве постоянный вид на жительство. Существует версия, что Менгисту является инициатором операции «Мурамбатсвина» по ликвидации трущоб в Зимбабве. Согласно этой версии, Менгисту, который якобы исполняет должность тайного советника безопасности, заявил Роберту Мугабе, что положение в пригородах Хараре создаёт угрозу массового восстания против власти, но достоверных подтверждений этому нет.

## Трибунал
Все попытки новых властей Эфиопии добиться выдачи бывшего диктатора игнорировались (Зимбабве отказывалось экстрадировать свергнутого президента). Чтобы осудить павший режим, в 1994 году в Аддис-Абебе начался суд над Менгисту Хайле Мариамом (в отсутствие обвиняемого), а также над 76 его соратниками, многие из которых не дожили до вынесения приговора. В качестве вещественных доказательств вины Менгисту были представлены подписанные им смертные приговоры, видеозаписи пыток, а также личные свидетельства очевидцев. Трибунал признал Менгисту Хайле Мариама и 11 его соратников виновными по 211 пунктам обвинения, включавшие массовые репрессии 1970—1980-х годов, убийства, издевательства и пытки политических заключённых, военные преступления, незаконные аресты и незаконную конфискацию собственности.
11 января 2007 года Верховный суд Эфиопии заочно приговорил Менгисту Хайле Мариама к пожизненному заключению. Однако генпрокуратура Эфиопии обжаловала решение суда, и 26 мая 2008 года Верховный суд Эфиопии отменил первоначальный вердикт, приговорив Менгисту Хайле Мариама и 18 его соратников к смертной казни через повешение. Судья трибунала объявил, что вынес подсудимым смертный приговор, поскольку они пытали и убивали тысячи ни в чём неповинных людей, что «равносильно геноциду».

## Награды
- Орден Октябрьской Революции (27.10.1980)
- «Золотая медаль мира» им. Фредерика Жолио-Кюри (1980)[61].
- Национальный орден Плайя Хирон (Куба, 1978)

### Видеоматериалы
- Обращение Менгисту Хайле Мариама
- Обращение Менгисту к правительству